# Rod Coronado

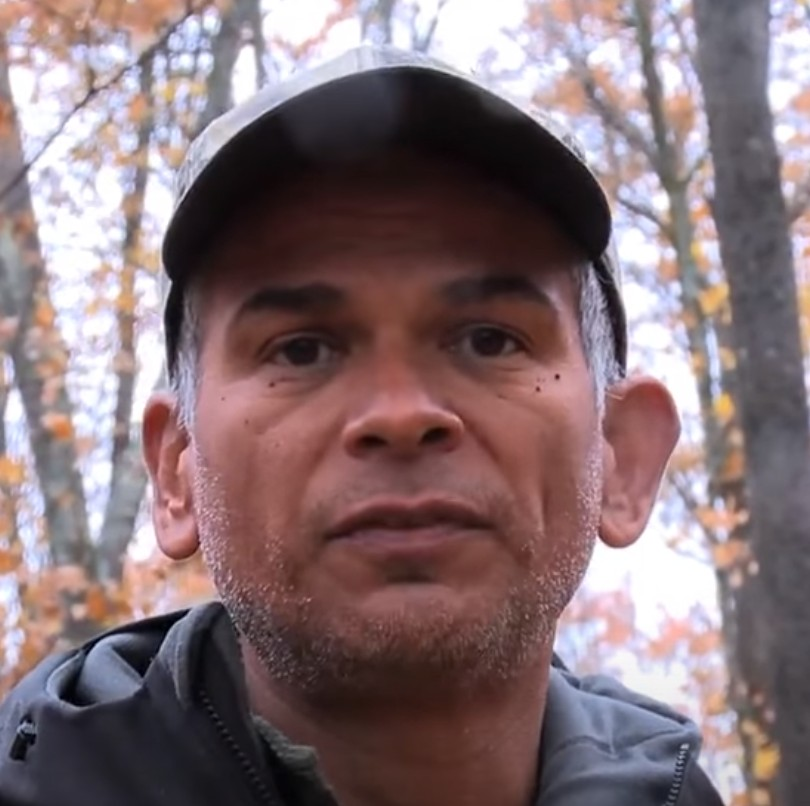
Coronado, 2014

Rod Coronado (ur. 3 lipca 1966 w San Jose) – amerykański eko-anarchista i działacz na rzecz praw zwierząt. Jest zwolennikiem i byłym działaczem Animal Liberation Front (ALF), rzecznikiem Earth Liberation Front (ELF), członkiem załogi Sea Shepherd Conservation Society i członkiem redakcji "Earth First! Journal".
W walce przeciw okrucieństwu wobec zwierząt i niszczeniu środowiska naturalnego był zwolennikiem działań bezpośrednich. Został aresztowany w 1995 roku w związku z podpaleniem ośrodka badawczego Uniwersytetu w Michigan. Incydent, który spowodował szkody o wartości 125 000 dolarów i zniszczenie materiałów badawczych z 32 lat, był częścią "ALF's Operation Bite Back" – serii ataków na placówki badawcze dokonujące testów na zwierzętach. Zwolniony w 2008 roku.